# Скулли, Джузеппе
Джузе́ппе Ску́лли (итал. Giuseppe Sculli; 23 марта 1981, Локри) — итальянский футболист, игравший на позиции вингера. Скулли — внук босса преступной калабрийской мафиозной структуры Ндрангета, Джузеппе Морабито.

## Карьера
Джузеппе Скулли начал играть в любительском клубе «Бранкалеоне». Там его заметили скауты «Ювентуса» и пригласили к себе. После 5 лет выступлений за молодёжные команды различных возрастов «Старой Синьоры», Скулли был отдан в аренду в клуб «Кротоне», а затем в «Модену», в составе которой он, 14 сентября 2002 года, дебютировал в серии А в матче с «Миланом». А всего за сезон Скулли забил 6 голов, став лучшим бомбардиром «Модены». В 2003 году Скулли был куплен клубом «Кьево», получивший 50 % прав на игрока, как часть сделки по продаже Николы Легротталье.
«Ювентус» выкупил права на Скулли в 2005 году, подписав с игроком 3-летний договор, и отдал его в аренду «Мессине». 24 августа 2006 года Скулли перешёл в «Дженоа». Однако сыграв всего несколько игр, 19 сентября получил травму, столкнувшись с Рубиньо. Через несколько недель он получил 8-ми месячную дисквалификацию за то, что в то время, когда играл за «Кротоне» получил, вместе с командой, 20 млрд лир от соперника, «Мессины», за проигрыш «Кротоне» матча. 28 ноября того же года дисциплинарная комиссия итальянской федерации футбола была вынуждена уменьшить срок дисквалификации из-за того, что прошло более 6 лет, и Скулли остался единственным действующим игроком, который принимал участие в этом мероприятии. Начиная с сезона 2007/08 Скулли стал пользоваться доверием тренерского штаба «Дженоа» и стал игроком стартого состава клуба. В сезоне 2008/09 Скулли забил 7 голов, установив свой собственный бомбардирский рекорд. 18 января 2011 года подписал контракт с «Лацио» сроком до 30 июня 2015 года. 23 января 2011 года дебютировал за «Лацио» в выездном матче против «Болоньи». 19 января 2012 года перешёл в «Дженоа» на правах аренды до конца сезона 2011/12.